# 伊芙琳·費克斯
伊芙琳·費克斯（英語：Evelyn Fix，1904年1月27日—1965年12月30日）是一名美國統計學家。她出生於明尼蘇達州杜魯斯，1924年在明尼蘇達大學獲得數學學士學位。一年後，她獲得教育學碩士學位，成為一名高中教師。1933年，她又在明尼蘇達大學獲得數學碩士學位。1948年，她在加利福尼亞大學柏克萊分校獲得博士學位，並加入那裡的統計學系。1951年她被任命為助理教授，1963年她被提升為統計學教授。1965年12月30日，她因心臟病發作而逝世，享年61歲。
二戰期間，費克斯在加利福尼亞大學柏克萊分校數學系擔任研究助理，負責為「國防研究委員會應用數學小組」開展的部分項目工作。費克斯是1951年數學系統計學組聘用的第一批助理教授中的兩位女性之一。統計學在1955年成為一個獨立的系。1951年，費克斯和小約瑟夫·霍奇斯發表了他們的開創性論文《歧視性分析。非參數判別： 一致性屬性》，其中定義了最近鄰居規則，這是一種重要的方法，後來成為機器學習技術的一個關鍵部分，即K-近鄰演算法（KNN）。
費克斯是國際數理統計學會會士。

## 個人生活
在晚年，費克斯是英國著名統計學家F·N·大衛的生活伴侶，她在同一個部門工作。她們一起住在柏克萊外的肯辛頓。

## 外部連結
- 伊芙琳·費克斯在數學譜系計畫的資料。